# حيد روشان (يهر)

تعديل مصدري - تعديل

حيد روشان هي إحدى قرى عزلة يهر بمديرية يهر التابعة لمحافظة لحج، بلغ تعداد سكانها 48 نسمة حسب تعداد اليمن لعام 2004.